# Tramwaje w Stambule

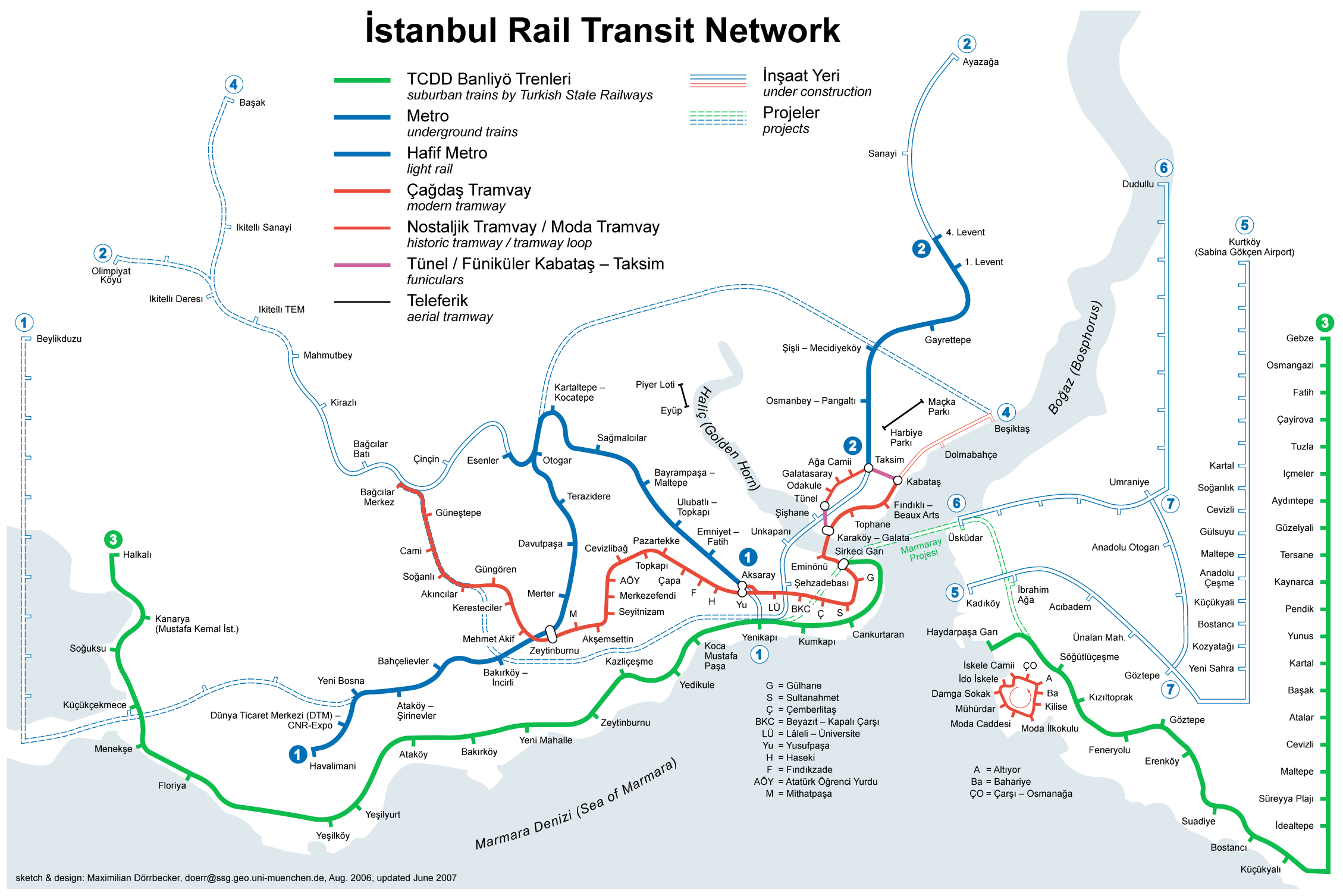
Schemat miejskiego transportu szynowego w Stambule

Tramwaje w Stambule − system komunikacji tramwajowej działający w Stambule w Turcji.

## Historia
W 1869 wydano koncesję na 40 letnią eksploatację spółce Sociétédes Tramways de Constantinople, natomiast pierwsze tramwaje konne wyjechały na ulice w 1871. Tramwaje kursowały na czterech liniach po torze o szerokości 1000 mm. W kolejnych latach sieć tramwajów konnych rozbudowywano i w swym szczytowym okresie Sociétédes Tramways de Constantinople posiadało 430 koni, 45 wagonów w tym 15 wagonów letnich piętrowych. W 1912 zawieszono przewozy na całej sieci. Powodem tego była potrzeba wykorzystania koni w czasie I wojny bałkańskiej. Z powodu tego wydarzenia rozpoczęto prace nad elektryfikacją. Pierwsze linie zelektryfikowano w 1914. W wyniku ciągłej rozbudowy w 1928 tramwaje dotarły do azjatyckiej części miasta. W 1950 sieć tramwajowa liczyła 130 km. Następne lata przyniosły stopniową likwidację tramwajów. w 1961 w całości zlikwidowano tramwaje w europejskiej części miasta, a w 1966 w azjatyckiej. 
Tramwaje na ulice Stambułu powróciły w 1992 za sprawą oddania do eksploatacji linii T1 łączącej dworzec kolejowy Sirkeci z przystankiem Topokapi. W kolejnych latach linię wydłużano, a ostatni raz wydłużono ją w 2006. Obecnie linia jest długości 13,2 km, ma 24 przystanki i łączy Zeytinburnu z Kabataş. W 2006 otwarto przedłużenie linii tramwajowej T1 z Zeytinburnu do Bagcilar. Linię tę obsługują wysokopodłogowe składy. Linia o długości 5,2 km z 9 przystankami ma wysokie perony. Odcinek ten obsługiwała linia oznaczona jako T2. Od 3 lutego 2011 linię T2 i T1 połączono w jedną o nr T1, dzięki temu długość linii T1 wzrosła do 19,5 km, a liczba przystanków do 31. Oprócz uruchomionej linii T1, w 1990 uruchomiono linię tramwaju historycznego w europejskiej części miasta. Linia o długości 1,6 km z 5 przystankami łączy Taksim z Tünel. Kolejną linię tramwaju historycznego otwarto w 2003 tym razem w azjatyckiej części miasta. Linia o długości 2,6 km z 10 przystankami jest linią okólną, a czas przejazdu wynosi 21 minut. Oznaczono ją jako T3. Szerokość toru na linii T3 wynosi 1000 mm.

## Tabor
Początkowo na linii tramwajowej T1 kursowały 22 wysokopodłogowe składy produkcji ABB. Kursowały one do 2003 kiedy to zostały dostarczone 55 niskopodłogowe tramwaje Bombardier Flexity Swift. Stare składy ABB trafiły na linie kolejki podmiejskiej. Najnowszymi tramwajami są wagony produkcji Alstomu typu Citadis. Pierwszy z 37 zamówionych do Stambułu przybył 1 września 2009. Tramwaje są trzyczłonowe. Obecnie dostarczono już wszystkie tramwaje Citadis. Na linii tramwaju historycznego w europejskiej części Stambułu kursuje 5 tramwajów w tym 3 wagony silnikowe i dwa doczepne. Na linii tramwajowej T3 kursuje 7 tramwajów Gotha T57. W związku z połączeniem linii T1 i T2 w T1 kursują także składy Duewag B100S, które dotychczas obsługiwały linię T2. 

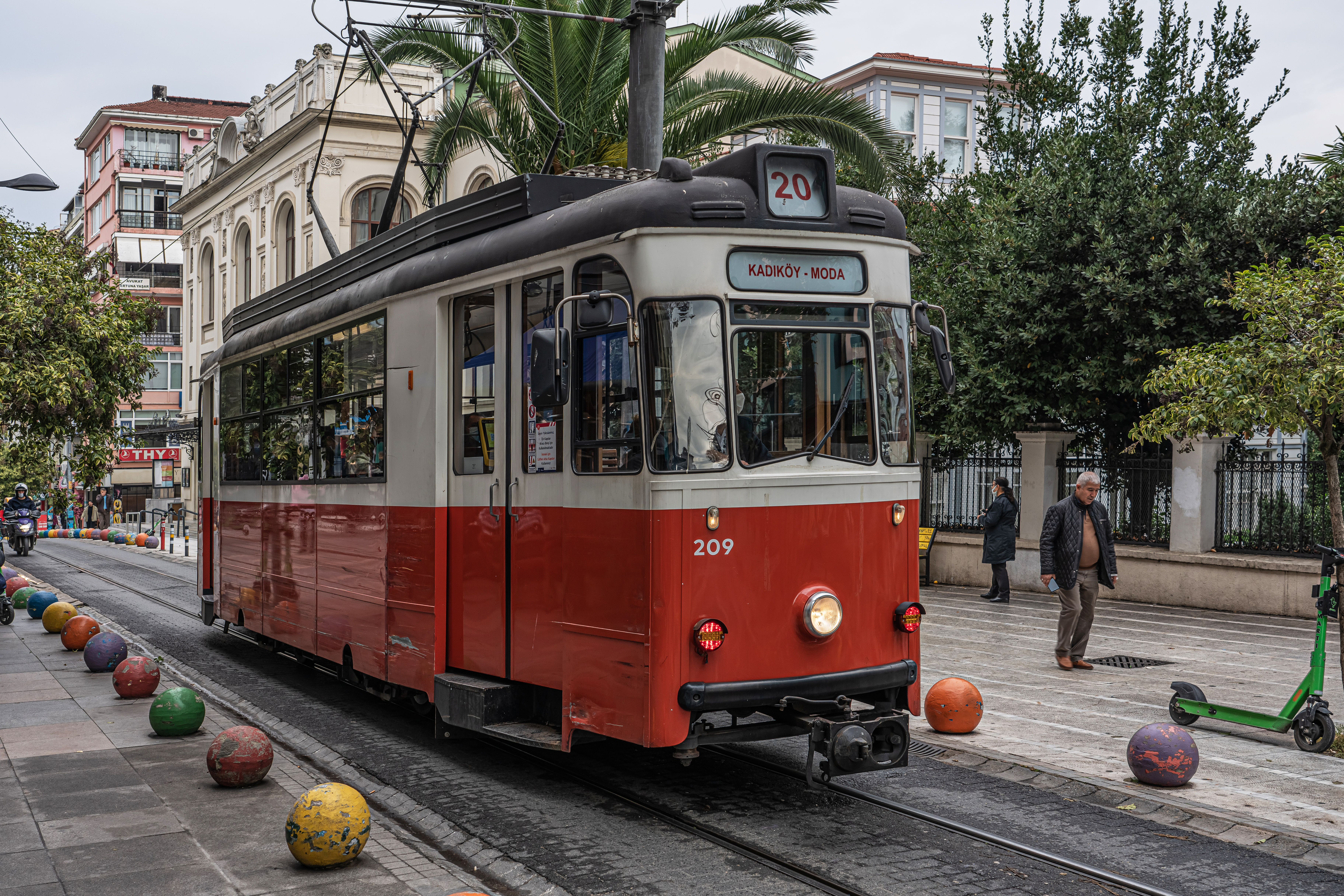
Tramwaj Gotha T57 obsługujący linię nr T3
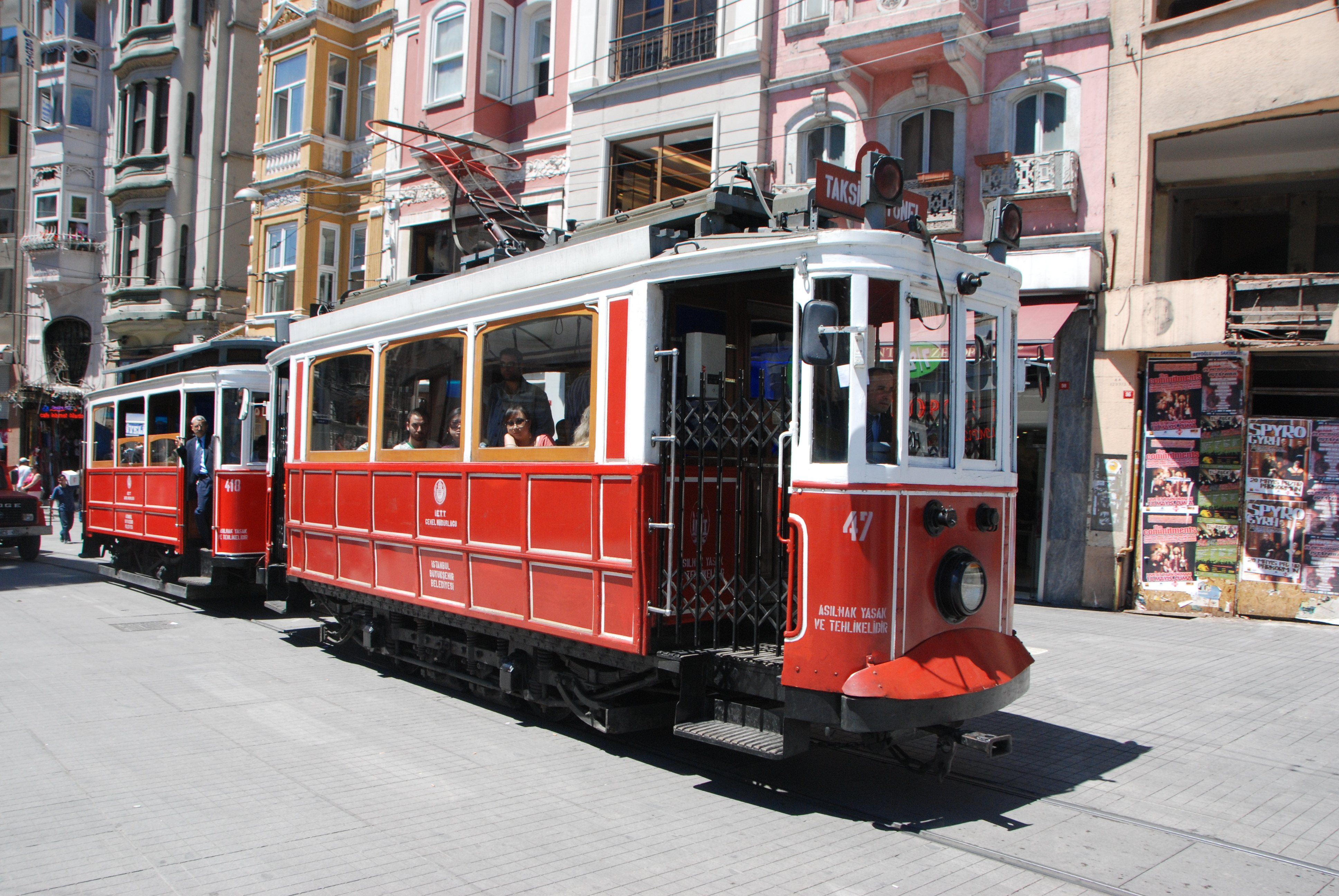
Skład tramwajów obsługujących linię w europejskiej części miasta